# P-ventil
P-ventil eller kissventil används vid längre dykningar. Via en uridom leds kisset iväg i en slang.
För kvinnor finns en så kallad "she-p" att använda vid dykning.